# Китайско-пакистанский экономический коридор
Китайско-пакистанский экономический коридор (КПЭК; кит. 中国-巴基斯坦经济走廊; урду پاكستان-چین اقتصادی راہداری‎) — представляет собой несколько инфраструктурных проектов, которые реализует правительство КНР в Пакистане. Первоначально стоимость реализации проектов оценивалась в 46 миллиардов долларов США, но к 2017 году возросла до 62 миллиардов долларов США. Целью КПЭК является быстрое развитие необходимой инфраструктуры Пакистана и укрепление его экономики путём строительства современных транспортных сетей, многочисленных энергетических проектов и особых экономических зон. 13 ноября 2016 года КПЭК начал частично функционировать, когда грузы из КНР были доставлены по суше в порт Гвадар для дальнейшей морской транспортировки в Африку и Западную Азию, в то время как некоторые крупные энергетические объекты были введены в эксплуатацию к концу 2017 года.

## История
Благодаря КПЭК будет построена обширная сеть автомобильных и железных дорог во всём Пакистане. Правительство Пакистана считает, что неэффективность, вызванная в основном ветхой транспортной сетью страны, приводит к потере 3,55 % годового ВВП страны. Современные транспортные сети, построенные в рамках КПЭК, свяжут морские порты в Гвадаре и Карачи с северным Пакистаном, а также с городами в западном Китае и Центральной Азии. В рамках КПЭК будет построена автомагистраль протяженностью 1100 километров между городами Карачи и Лахор, а Каракорумское шоссе от Хасан-Абдаля до границы с Китаем будет полностью реконструировано и капитально отремонтировано. Главная железнодорожная линия Карачи-Пешавар также будет модернизирована, чтобы к декабрю 2019 года поезда могли перемещаться на скорости до 160 км в час. Железнодорожная сеть Пакистана также будет расширена, чтобы в конечном итоге соединиться с Южно-Синьцзянской железной дорогой в Кашгаре. 11 миллиардов долларов США, необходимые для модернизации транспортных сетей, будут предоставлены за счёт субсидированных льготных кредитов.
Частные консорциумы должны построить энергетическую инфраструктуру на сумму более 33 миллиардов долларов США, чтобы помочь справиться с хроническим нехваткой энергии в Пакистане, которая обычно составляет более 4500 МВт и согласно оценкам на 2-2,5 % от годового валового внутреннего продукта Пакистана. Более 10 400 МВт генерирующих мощностей должно быть введено в эксплуатацию к концу 2018 года, причем большинство из них будет разработано в рамках быстро осуществляемых проектов КПЭК «Early Harvest». В рамках проекта также будет проложена сеть трубопроводов для транспортировки сжиженного природного газа и нефти, включая трубопровод стоимостью 2,5 млрд долларов США между Гвадаром и Навабшахом, чтобы транспортировать газ из Ирана. Электроэнергия из этих проектов будет в основном вырабатываться из ископаемого топлива, хотя проекты гидроэнергетики и ветроэнергетики также включены, как и строительство одной из крупнейших в мире солнечных ферм.
Потенциальное влияние КПЭК на Пакистан сравнивалось с Планом Маршалла, предпринятым Соединёнными Штатами Америки в послевоенной Европе. Официальные лица Пакистана прогнозируют, что в период с 2015 по 2030 год КПЭК создаст более 2,3 млн рабочих мест, что добавит от 2 до 2,5 % к ежегодному экономическому росту страны.
В случае реализации первоначальных задач КПЭК на сумму 46 млрд долларов США, стоимость этих проектов будет примерно эквивалентна всем прямым иностранным инвестициям в Пакистан с 1970 года и будет равна 17 % валового внутреннего продукта Пакистана в 2015 году. По данным некоторых источников, объём первоначальных вложений расширен с 46 миллиардов долларов до 60 миллиардов долларов США. КПЭК рассматривается в качестве основной опоры инициативы председателя Китайской Народной Республики Си Цзиньпина «Один пояс и один путь».
Согласно официальной статистике, 20 % КПЭК — это долговое финансирование, в то время как 80 % — это инвестиции в совместные предприятия (СП) между Пакистаном и Китаем, в результате чего будет создано 40 000 рабочих мест для пакистанцев и 80 000 рабочих мест для китайцев. Официальная статистика предполагает возврат от 6 до 8 миллиардов долларов США в год от налогов, таких как дорожные и мостовые сборы. Общая сумма кредитов КПЭК составляет 6 % ВВП Пакистана, однако правительство Индии считает этот проект долговой ловушкой. Тем не менее, официальные лица Пакистана возразили, что 3,5 % ВВП страны в год теряется из-за плохих транспортных сетей, которые планируется улучшить в рамках КПЭК, что приведет к дополнительным выгодам в случае любого отставания в статистическом росте Пакистана. Экономические аналитики заявили об ощутимых преимуществах этой инициативы, включая прекращение серьёзного дефицита энергии в Пакистане, который ограничивал экономический рост.